# Benzamycin
Benzamycin là một loại gel bôi có chứa 5% benzoyl peroxide và 3% erythromycin. Được phát triển và sản xuất bởi Phòng thí nghiệm Dermik, công dụng chính của nó là chống lại mụn trứng cá. Benzamycin là thuốc theo toa.
Các tác dụng phụ bao gồm da khô, châm chích, đỏ và nổi mẩn ngứa (nổi mề đay), với cách sử dụng được khuyến cáo là 2 lần mỗi ngày, một lần vào buổi sáng và một lần vào buổi tối hoặc theo chỉ định của bác sĩ. Khu vực bị ảnh hưởng nên được rửa bằng xà phòng và nước ấm, rửa sạch và lau khô nhẹ nhàng trước khi bôi gel. Nên sử dụng kem dưỡng ẩm mặt không dầu kết hợp với benzamycin.
Vào ngày 30 tháng 3 năm 2004, một dạng thuốc generic của Benzamycin đã được phát hành bởi công ty dược phẩm Atrix Lab Laboratory.